# Brahmenau
Brahmenau település Németországban, azon belül Türingiában. Lakosainak száma 901 fő (2023. december 31.).

## Népesség
A település népességének változása:
| Lakosok száma | 945  | 936  | 902  | 897  | 901  |
|               | 2017 | 2019 | 2021 | 2022 | 2023 |